# Markus Steiner
Markus Steiner (ur. 1865 w Pressburgu, zm. 1940–1945 w Związku Radzieckim) – rabin, w latach 1896–1939 nadrabin Bielska.

## Życiorys
Urodził się w Pressburgu (obecnie Bratysława) w rodzinie żydowskiej. Uczył się w gimnazjum Budapeszcie, gdzie w 1882 rozpoczął naukę w seminarium teologicznym. Ukończył także studia filozoficzne na Uniwersytecie w Budapeszcie. W 1895 został ordynowany na rabina. W 1896 objął stanowisko głównego rabina Bielska. Zasiadał w wielu organizacjach religijnych i społecznych m.in. bractwie Chewra Kadisza, Stowarzyszeniu Humanitarnym B’nei B’rith, Izraelickim Stowarzyszeniu Kobiet i Czerwonym Krzyżu. Po wybuchu II wojny światowej uciekł do Lwowa. Tam został aresztowany i wywieziony na Syberię, gdzie zginął. We wrześniu 1939 miał przejść na emeryturę a najpoważniejszymi kandydatami na jego stanowisko byli dr Joachim Hirschberg – rabin z Częstochowy oraz dr Michał Patron – rabin z Przemyśla.
W 2001 Gmina Wyznaniowa Żydowska w Bielsku-Białej ufundowała tablicę upamiętniającą Markusa Steinera, która znajduje się w głównej sali domu przedpogrzebowego na cmentarzu żydowskim w Bielsku-Białej.

## Rodzina
Żoną Markusa Steinera była Bertha z domu Brodh, z którą miał pięcioro dzieci. Jego syn Felix Steiner (1897–1919), zginął podczas śnieżycy na stoku Szyndzielni. Został pochowany na bielskim cmentarzu żydowskim.

## Galeria

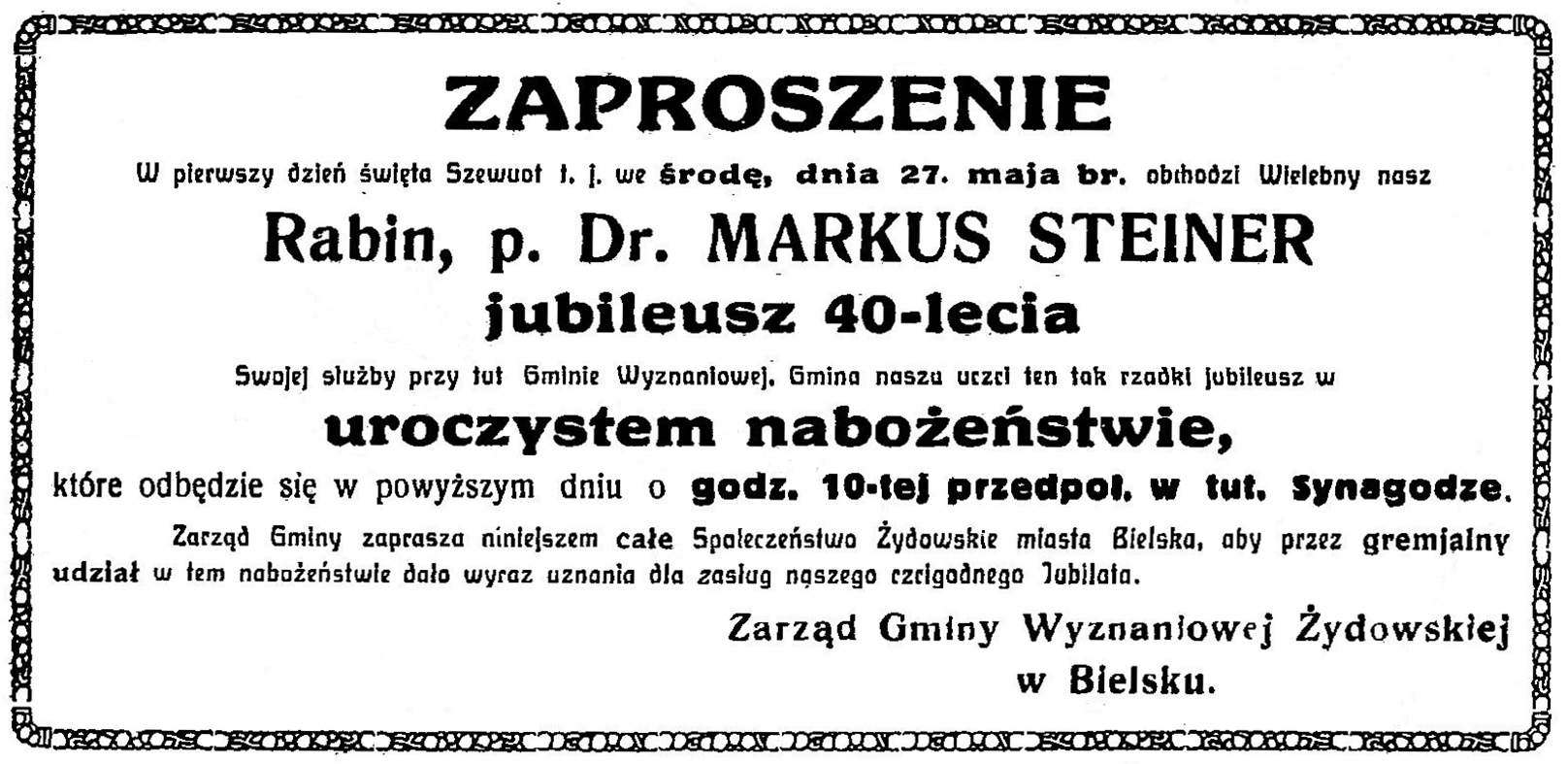
Zaproszenie na jubileusz rabina Markusa Steinera w 1936 r.
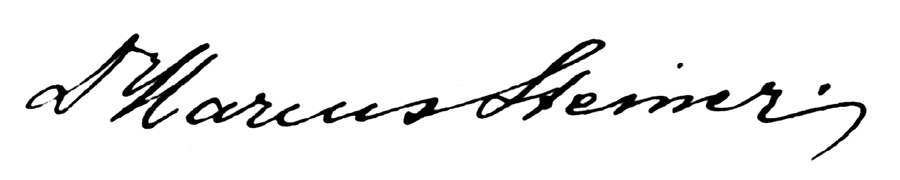
Autograf Markusa Steinera